# Griekse parlementsverkiezingen juni 1989
De verkiezingen in Griekenland in juni 1989 voor de enige Kamer van het parlement werd gewonnen door Nieuwe Democratie van Constantine Mitsotakis. Hij versloeg de regeringspartij PASOK van oud-premier Andreas Papandreou. Ondanks zijn 5% voorsprong kon Nieuwe Democratie geen regering vormen, onder meer wegens het proportionele kiesstelsel dat de voorgaande PASOK-regering ingevoerd had.
| Partij                                          | juni 1989 | juni 1989 | 1985  | 1985   | verschil | verschil | Europese Partij    |
| Partij                                          | perc.     | zetels    | perc. | zetels | perc.    | zetels   | Europees Parlement |
| ----------------------------------------------- | --------- | --------- | ----- | ------ | -------- | -------- | ------------------ |
| Nieuwe Democratie (ND)                          | 44,3      | 145       | 40,8  | 126    | +3,5     | +19      | EPP                |
| Panhelleense Socialistische Beweging (PASOK)    | 39,1      | 125       | 45,8  | 161    | -6,7     | -36      | PES                |
| Coalitie van Links en Vooruitgang (Synapsismos) | 13,1      | 28        | —     | —      | —        | —        |                    |
| Democratische Vernieuwing                       | 1,0       | 1         | —     | —      | —        | —        |                    |
| Vertrouwen (moslimlijst)                        | 0.4       | 1         | —     | —      | —        | —        |                    |
| Overige                                         | 2,1       | 0         | 13,4  | 13     | -11,3    | -13      |                    |
| Totaal                                          | 100,0     | 300       | 100,0 | 300    | +0,0     | +0       |                    |

- Opkomstpercentage: 80,3% (juni 1989), 80,2% (1985)

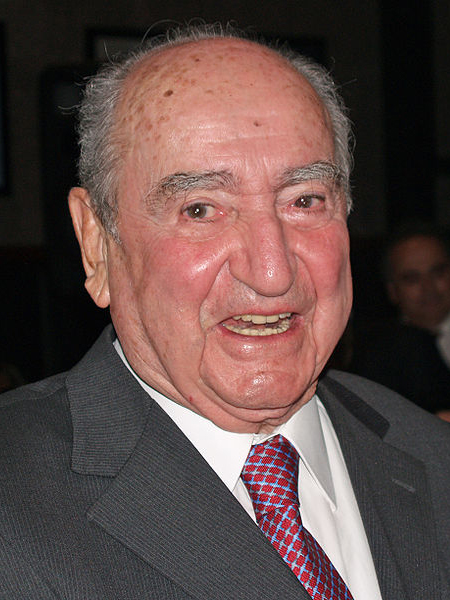
Constantine Mitsotakis (ND)
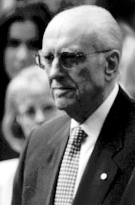
Andreas Papandreou (PASOK)
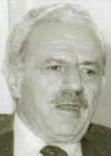
Charilaos Florakis (Synapsismos)

1950 · 1951 · 1952 · 1956 · 1958 · 1961 · 1963 · 1964 · 1974 · 1977 · 1981 · 1985 · 1989 (juni) · 1989 (nov.) · 1990 · 1993 · 1996 · 2000 · 2004 · 2007 · 2009 · 2012 (mei) · 2012 (juni) · 2015 (jan.) · 2015 (sep.) . 2019 · 2023 (mei) · 2023 (jun.)